# Постниково (Вологодская область)
Постниково — деревня в Кадуйском районе Вологодской области.
Входит в состав Никольского сельского поселения, с точки зрения административно-территориального деления — в Никольский сельсовет.
Расстояние по автодороге до районного центра Кадуя — 32 км, до центра муниципального образования села Никольское — 8 км. Ближайшие населённые пункты — Бузыкино, Калинниково, Лыковская, Мелентьево, Мелехино, Сафоново, Семеновская, Спиренская, Старина, Тарасовская.
По переписи 2002 года население — 8 человек.